# 今村哲朗
今村 哲朗（いまむらてつろう、1960年3月27日 - ）は、日本の実業家。福岡県福岡市生まれ。
1982年に西南学院大学文学部を卒業。平田機工株式会社に入社する。1993年11月ドイツ現地法人ヒラタロボティックス有限会社(Hirata Robotics GmbH)代表取締役就任。1999年10月朝日無線株式会社取締役就任。2002年6月に朝日無線の代表取締役社長に就任した。現在朝日無線株式会社社長である。

## 略歴
- 1982年3月　西南学院大学文学部外国語学科英語専攻卒業
- 1982年4月　平田機工株式会社入社
- 1993年11月 Hirata Robotics GmbH（ドイツ現地法人）代表取締役に就任
- 1999年6月　Hirata Robotics GmbH代表取締役退任
- 1999年10月 朝日無線株式会社取締役常務に就任
- 2002年6月　朝日無線株式会社代表取締役社長に就任